# Jüdischer Friedhof (Bad Pyrmont, Bombergallee)

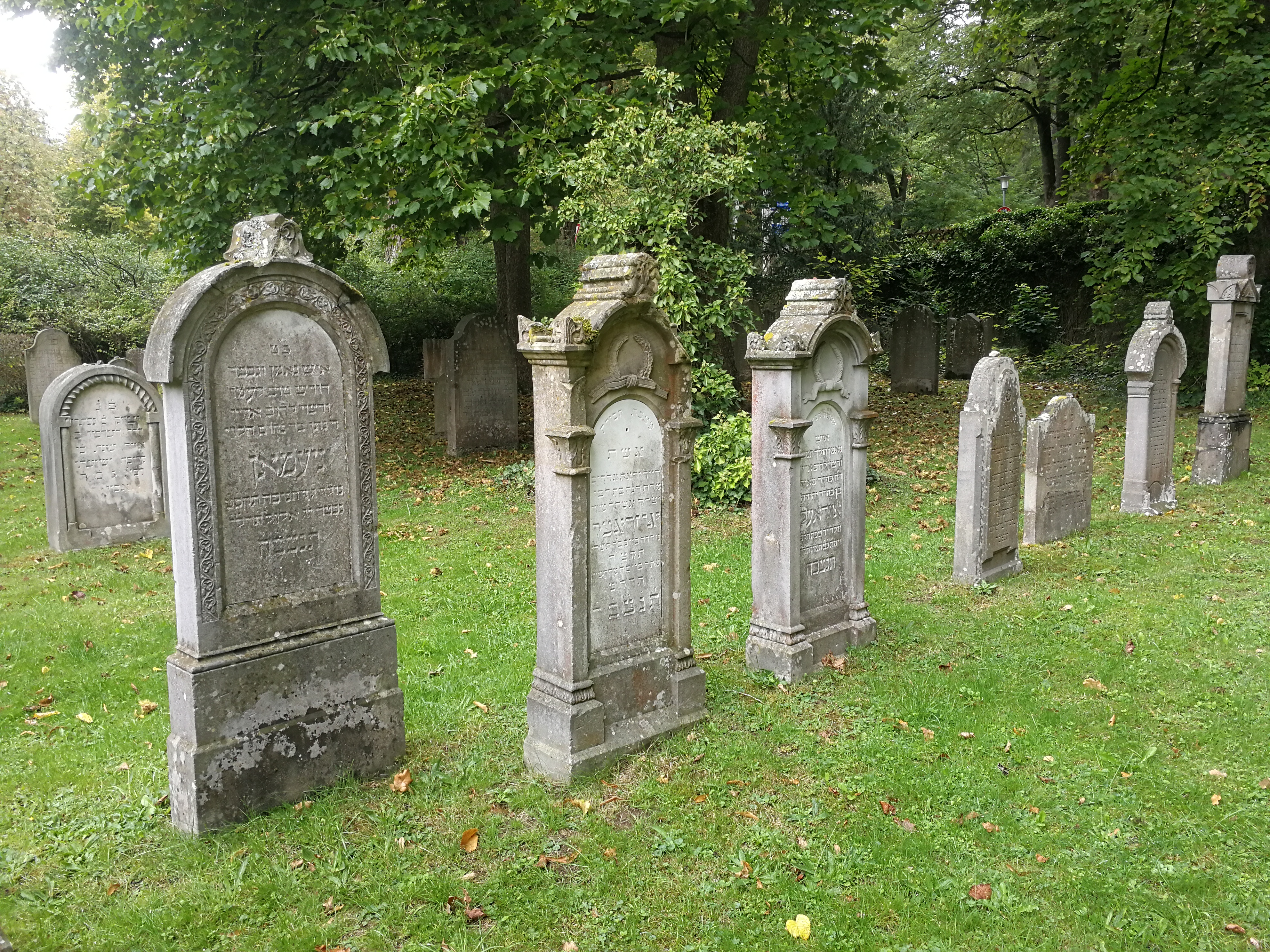
Grabsteine

Der jüdische Friedhof an der Bombergallee in der niedersächsischen Stadt Bad Pyrmont im Landkreis Hameln-Pyrmont ist ein Kulturdenkmal.
Auf dem 1252 Quadratmeter großen Friedhof befanden sich im Jahr 1997 79 Grabsteine.

## Geschichte
Der Friedhof wurde von 1788 bis 1934 belegt. Im Jahr 1938 wurde er eingeebnet – bis dahin standen etwa 200 Grabsteine darauf. 1948 wurden 22 Steine wieder aufgestellt und im Jahr 1996 wurden weitere 57 Steine ausgegraben und wieder aufgestellt. 